# Ahlener Zeitung
Die Ahlener Zeitung (AZ) ist eine in Ahlen erscheinende, regionale Tageszeitung, die 1898 als Ahlener Volkszeitung (AV) gegründet wurde. Herausgeber der Ahlener Zeitung ist seit 1. Januar 2010 die Aschendorff Medien GmbH & Co. KG, zu der auch die Westfälischen Nachrichten in der Zeitungsgruppe Münsterland (ZGM) gehören. Bis zum 31. Dezember 2009 war der Verlag Everhard Sommer Herausgeber der Ahlener Zeitung.
Die verkaufte Auflage beträgt 3914 Exemplare, ein Minus von 52,5 Prozent seit 1998.

## Geschichte
Die erste Ausgabe der Ahlener Volkszeitung erschien am 31. März 1898 im Verlag von Büttgen und Hölters, anfangs dreimal wöchentlich (dienstags, donnerstags und samstags) und konzentrierte sich hauptsächlich auf den lokalen Bereich um Ahlen im Münsterland. Im Jahr 1900 kaufte Everhard Sommer, der inzwischen sein Ahlener Papier- und Schreibwarengeschäft zu einem Zeitungsverlag ausgebaut hatte, die Ahlener Volkszeitung von Büttgen und Hölters. Diese Übernahme ließ die Auflage und Verbreitung rasch ansteigen. 1901 waren es bereits über 1000 Abonnenten, und seit 1909 erscheint die AV täglich von Montag bis Samstag.
1922 schloss sich der Ahlener Verlag Sommer zusammen mit 15 anderen regionalen Verlagen zur Zeitungsverlagsgesellschaft Nordwestdeutschland (ZENO), dem Vorläufer der heutigen Zeitungsgruppe Münsterland (ZGM), zusammen.

### Nach 1945

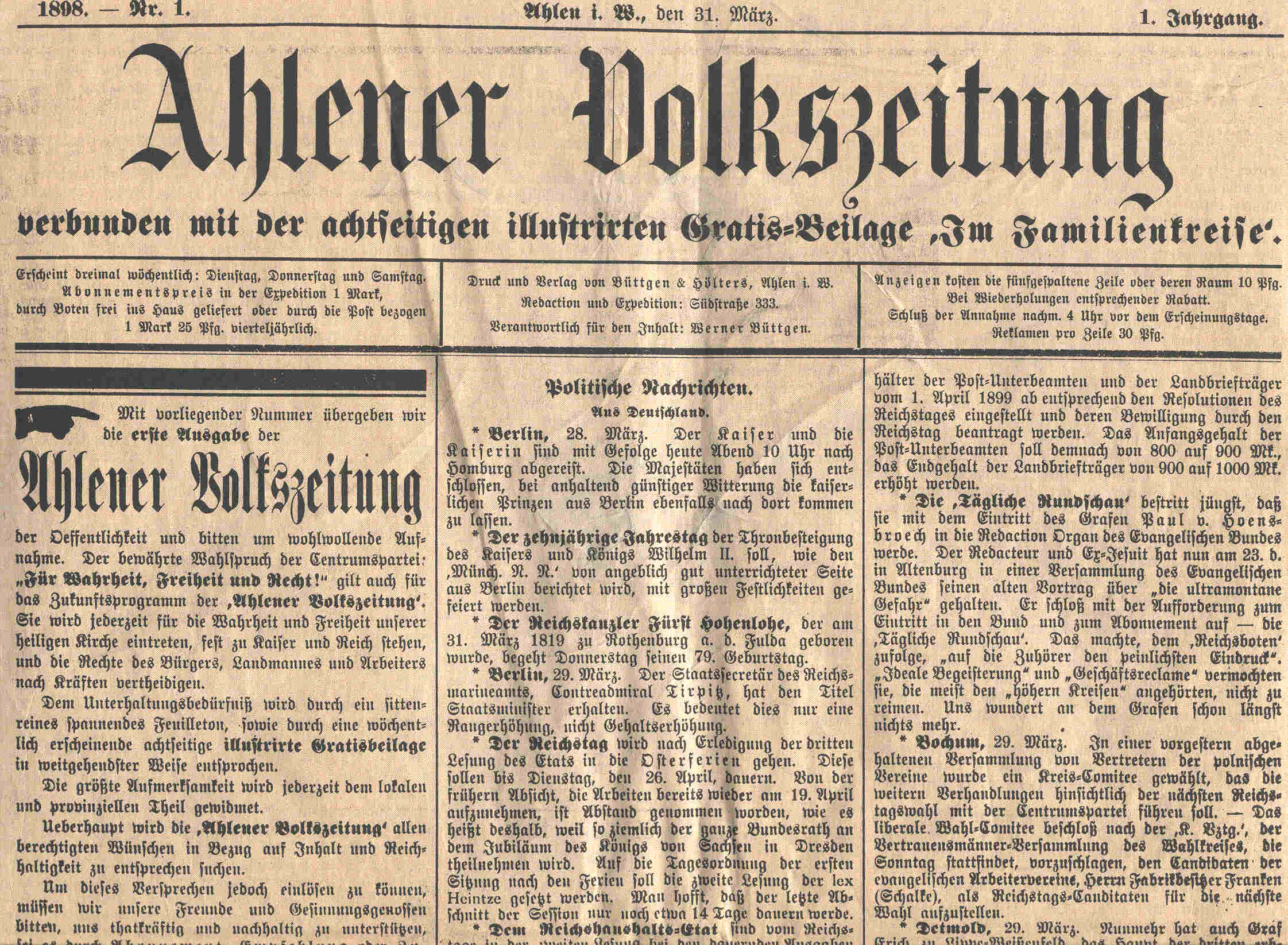
Das Titelblatt der ersten Ausgabe der Ahlener Volkszeitung vom 31. März 1898

Nachdem Verlagsgründer Everhard Sommer im Jahr 1944 verstarb, übernahmen seine Söhne Josef und Bernhard die Leitung. Sie standen vor einer schwierigen Aufgabe, denn nach dem Ende des Zweiten Weltkrieges wurde die AV, wie fast alle Lokalzeitungen, von den britischen Besatzern verboten. Erst zum 1. September 1949 bekam der Verlag seine Lizenz zurück. Bis zum 29. Oktober 1949 wurde die Zeitung unter dem Titel Westfälische Nachrichten – Neue Ahlener Volkszeitung verbreitet, dann kehrte man zum alten Namen zurück. Gleichzeitig blieb der Verlag in Händen der Familie Sommer, die den Wiederaufbau des Verlages und der AV leitete. In den 1970er Jahren übernahm Josef Sommers Schwiegersohn Helmut Röer die Verlagsleitung. Nach dessen Tod 1998 ging die Leitung, nunmehr in vierter Generation, an seinen Sohn Volker Röer über. Anlässlich des 100-jährigen Jubiläums wurde die Ahlener Volkszeitung am 1. Januar 1998 in Ahlener Zeitung umbenannt.

### Heute
2004 kaufte der Münsteraner Aschendorff-Verlag den Verlag Sommer und integrierte die Ahlener Zeitung in die Hauptausgabe der Westfälischen Nachrichten. Gedruckt wird die AZ im Aschendorff Druckzentrum in Münster.
Das Verlagshaus und die Geschäftsstelle der Ahlener Zeitung befinden sich seit 1995 in den Räumlichkeiten der ehemaligen Druckerei Sommer an der Ostenmauer. Leiter der Redaktion ist Peter Harke. Zum 1. Januar 2010 ging auch die Funktion des Verlages und Herausgebers vom Verlag E. Sommer auf die Aschendorff Medien GmbH & Co. KG über. Seit dem 1. Januar 2017 erscheint die Ahlener Zeitung unter dem Titel Westfälische Nachrichten – Zeitung für Ahlen, Dolberg, Vorhelm. Nur die Lokalseiten tragen weiter den Titel Ahlener Zeitung. Diese ist somit ein Kopfblatt der WN.

## Berichterstattung
Der Inhalt der Ahlener Zeitung konzentriert sich hauptsächlich auf die lokale Berichterstattung aus Ahlen und den Ortsteilen. Täglich erscheinen aber auch Nachrichtenseiten aus Beckum, Hamm und Münster. Im Ahlener Verlagshaus ist ebenfalls die lokale Sportredaktion ansässig, die über lokale Sportereignisse berichtet. Die überregionale Berichterstattung übernimmt die Zentralredaktion der Westfälischen Nachrichten in Münster. Neben der Printausgabe ist die Ahlener Zeitung auch im Internet präsent, wo täglich eine Auswahl der erschienenen Artikel nachzulesen ist.
Unter dem Dach des Verlages befinden sich ebenfalls die Redaktion und der Verlag der AZ-Sonntagszeitung Blickpunkt.

## Vertrieb
Die Ahlener Zeitung wird nach wie vor auf dem klassischen Vertriebsweg des Abonnements verbreitet. Der Hauptteil aller Leserhaushalte bezieht die Zeitung auf diese Weise. Die Abozeitungen werden von den Zustellern des Verlages bis 6 Uhr morgens an alle Leser geliefert. Für diese Aufgabe sind bei der AZ zurzeit etwa 40 Zeitungszusteller beschäftigt. Außerhalb des Ahlener Stadtgebietes kann die Zeitung auch durch die Post bezogen werden. Innerhalb des Verbreitungsgebietes der Westfälischen Nachrichten erfolgt die Zustellung durch die örtlichen Zusteller.

## Auflage
Die Ahlener Zeitung hat in den vergangenen Jahren erheblich an Auflage eingebüßt. Die verkaufte Auflage ist in den vergangenen 10 Jahren um durchschnittlich 4,4 % pro Jahr gesunken. Im vergangenen Jahr hat sie um 6 % abgenommen. Sie beträgt gegenwärtig 3914 Exemplare. Der Anteil der Abonnements an der verkauften Auflage liegt bei 84,1 Prozent.
| 1998 | 1999 | 2000 | 2001 | 2002 | 2003 | 2004 | 2005 | 2006 | 2007 | 2008 | 2009 | 2010 | 2011 | 2012 | 2013 | 2014 | 2015 | 2016 | 2017 | 2018 | 2019 | 2020 | 2021 | 2022 | 2023 | 2024 |
| ---- | ---- | ---- | ---- | ---- | ---- | ---- | ---- | ---- | ---- | ---- | ---- | ---- | ---- | ---- | ---- | ---- | ---- | ---- | ---- | ---- | ---- | ---- | ---- | ---- | ---- | ---- |
| 8240 | 8139 | 8038 | 8068 | 7854 | 7647 | 7367 | 7220 | 7189 | 7049 | 6924 | 6801 | 6744 | 6617 | 6438 | 6279 | 6111 | 5954 | 5775 | 5558 | 5298 | 5117 | 4979 | 4881 | 4529 | 4162 | 3914 |

## Online / WN ePaper
Seit Oktober 2012 werden alle Zeitungstitel der Westfälischen Nachrichten inklusive der Ahlener Zeitung und des Tageblatts für den Kreis Steinfurt auch in digitaler Form als „WN ePaper“ angeboten. Die Nutzung erfolgt über einen herkömmlichen Browser sowie über die WN ePaper-App für iOS und Android. Seit April 2016 bietet der Verlag seine Inhalte auch über die „WN News-App“ für iOS und Android an.